# Nong Saeng, Saraburi
Nong Saeng (tiếng Thái: หนองแซง) là một huyện (amphoe) của tỉnh Saraburi, miền trung Thái Lan.

## Lịch sử
Nong Saeng vốn là một phó huyện (king amphoe) của huyện Sao Hai năm 1938. Đơn vị này đã được nâng cấp thành huyện năm 1953.
Phần lớn dân Nong Saeng di cư từ Viêng Chăn. Họ đã lập thị xã mới gần hồ có cây theo tên địa phương là Saeng. Họ đã đặt tên thị xã mới là Ban Nong Saeng.

## Địa lý
Các huyện giáp ranh (từ phía bắc theo chiều kim đồng hồ) là: Sao Hai, Mueang Saraburi, Nong Khae của tỉnh Saraburi, và Phachi và Tha Ruea của tỉnh Ayutthaya.

## Hành chính
Huyện này được chia thành 9 phó huyện (tambon), các đơn vị này lại được chia ra thành 69 làng (muban). Thị trấn (thesaban tambon) Nong Saeng nằm trên một phần của the tambon Nong Saeng, Nong Khwai So and Kai So. Có 9 Tổ chức hành chính tambon.
| 1. | Nong Saeng    | หนองแซง    |  |
| 2. | Nong Khwai So | หนองควายโซ |  |
| 3. | Nong Hua Pho  | หนองหัวโพ   |  |
| 4. | Nong Sida     | หนองสีดา    |  |
| 5. | Nong Kop      | หนองกบ     |  |
| 6. | Kai Sao       | ไก่เส่า      |  |
| 7. | Khok Sa-at    | โคกสะอาด   |  |
| 8. | Muang Wan     | ม่วงหวาน    |  |
| 9. | Khao Din      | เขาดิน      |  |